# Association catholique française pour l'étude de la Bible
L'Association catholique française pour l'étude de la Bible (ACFEB), est une société savante fondée en 1966 au sein de l'Église catholique dans la ligne du concile Vatican II. Réunissant plusieurs centaines d'universitaires et d'animateurs bibliques de différents pays et convictions, elle s'est spécialisée dans une approche scientifique de l'exégèse biblique. Son objectif est triple :
- promouvoir en France l'étude scientifique de la Bible,
- établir le lien des exégètes avec la hiérarchie catholique en France afin que l'étude biblique tienne sa place dans la mission pastorale de l'Église
- favoriser le mouvement et la pastorale bibliques.

## Présentation
Dans l'esprit du concile Vatican II, l'ACFEB se donne pour mission de promouvoir la recherche et l'enseignement des études bibliques dans la formation des théologiens.
Parmi ses fondateurs, on peut citer les biblistes Henri Cazelles (1912-2009), Pierre Grelot (1917-2009) et Xavier Léon-Dufour (1912-2007). À l'origine, en 1965, l'ACFEB regroupe des associations régionales dont plusieurs dataient des années 1950, créées par et pour des exégètes catholiques tout en étant ouvertes aux chercheurs protestants, dont le pasteur Maurice Carrez (1922-2002). Elle souhaite en effet établir un lien organique entre les biblistes et la Conférence des Évêques de France : les exégètes non catholiques y sont accueillis au même titre que leurs homologues catholiques et une célébration oecuménique est organisée au cours de chaque congrès bisannuel de l'ACFEB.
Son premier congrès s’est tenu en 1966, suivi par un nouveau congrès tous les deux ans. Chacun porte sur un thème de l'Ancien ou du Nouveau Testament, ou parfois des deux. Un congrès « méthodologique » a lieu tous les quatre ou six ans, pour faire le point sur les recherches. Les actes des congrès sont publiés dans des ouvrages scientifiques, la plupart dans la collection « Lectio Divina » des éditions du Cerf.
L'ACFEB entretient des relations régulières avec la Conférence des évêques de France ainsi qu'avec son association sœur au Canada, l'ACEBAC, avec un échange régulier de conférenciers lors des congrès des deux associations.
Le 16 mars 2023, elle a reçu l'autorisation de délivrer des reçus fiscaux en tant qu'association à caractère culturel. Elle s'efforce de proposer non seulement des activités à ses membres mais aussi à un public plus large, comme ces deux événements gratuits et ouverts à tous proposés en mode hybride : la conférence de Jean Louis Ska donnée le 31 mai 2023 à l'Institut Catholique de Paris sur l'histoire de l'exégèse du Pentateuque puis la conférence de Daniel Marguerat donnée le 21 octobre 2023 à l'Université Catholique de Lille sur "Les défis de présenter et d'expliquer Paul aujourd'hui".
Le XXVIIIe congrès de l'ACFEB s'est tenu à Metz (Université de Lorraine) sous la direction d'Elena Di Pede, du 30 août au 2 septembre 2022, sur le thème "Quand la Bible parle avec violence". Ses actes sont parus le 15 août 2024 sous la direction d'Elena Di Pede et Odile Flichy. Le XXIXe congrès de l'ACFEB, sur les livres deutérocanoniques de la Bible, s'est déroulé à Lille du 28 au 30 août 2024, sous ce titre : "Une Bible à géométrie variable ? La littérature deutérocanonique : histoire, rayonnement, enjeux".
Le XXXe congrès est annoncé à Lyon en 2026, il portera sur le corpus johannique.
Ses derniers présidents en date sont :
- Claude Coulot (2003-2009) ;
- Luc Devillers (2009-2014)[5] ;
- Jean-Noël Aletti (2014-2018) ;
- Yves-Marie Blanchard (2018-2022) ;
- Cyprien Comte (depuis 2022).

## Articles dans la presse
- Benoît de Sagazan, « Exodes et migrations à l'honneur au congrès de l'ACFEB ; Le congrès de l’ACFEB 2018 », sur Le Monde de la Bible, 4 juin 2018.

## Actes des congrès de l'ACFEB depuis 1991
- Le Pentateuque : Débats et recherches, sous la dir. de Jean Louis Ska, éd du Cerf, coll. « Lectio Divina » n°151, 1993 (14e Congrès, Angers, 1991).
- La Sagesse biblique : De l'Ancien au Nouveau Testament, sous la dir. d'André Wénin, éd du Cerf, coll. « Lectio Divina » n°160, 1995, 617 p. (Congrès de Paris, 1993)
- Paul de Tarse, éd du Cerf, coll. « Lectio Divina » n°165, 1996, 448 p. (Congrès de Strasbourg, 1995)
- Figures de David à travers la Bible, éd du Cerf, coll. « Lectio Divina » n°177, 1999 (Congrès de Lille, 1997).
- Le Judaïsme à l'aube de l'ère chrétienne, éd du Cerf, coll. « Lectio Divina » n°186, 2001, 416 p. (Congrès de Lyon, 1999)
- Les Nouvelles Voies de l'exégèse : En lisant le Cantique des cantiques, éd du Cerf, coll. « Lectio Divina », 2002, 384 p. (Congrès de Toulouse, 2001)
- Les Actes des Apôtres, éd du Cerf, coll. « Lectio Divina » n°199, 2005, 288 p. (Congrès d'Angers, 2003)
- Comment la Bible saisit-elle l'histoire ?, éd du Cerf, coll. « Lectio Divina » n°215, 2007, 304 p. (Congrès d'Issy-les-Moulineaux, 2005)
- Les Hymnes du Nouveau Testament et leurs fonctions, éd du Cerf, coll. « Lectio Divina » n°225, 2009, 496 p. (Congrès de Strasbourg, 2007)
- Les Prophètes de la Bible et la fin des temps, éd du Cerf, coll. « Lectio Divina » n°240, 2010, 416 p. (Congrès de Lille, 2009)
- Entre exégètes et théologiens : la Bible, sous la dir. d'Élian Cuvillier et Bernadette Escaffre, éd du Cerf, coll. « Alpha », 2014, rééd. coll. « Patrimoines », 2018, 440 p. (Congrès de Toulouse, 2011)
- « Vous serez mon peuple et je serai votre Dieu » (Ez 36,28) : promesse et réalisations, Lessius, 2016 (Congrès de Lyon, 2014).
- Paul et son Seigneur : Trajectoires christologiques des épîtres pauliniennes, sous la dir. de Christophe Raimbault, éd du Cerf, coll. « Lectio Divina » n°271, 2018, 480 p. (Congrès d'Angers, 2016)
- Exodes et migrations dans les traditions bibliques, sous la dir. d'Olivier Artus et Sophie Ramond, éd du Cerf, coll. « Lectio Divina », 2020, 232 p. (Congrès de Paris, 2018)
- Quand la Bible parle avec violence, sous la dir. d'Elena Di Pede et Odile Flichy, éd du Cerf, coll. « Lectio Divina », 2024, 336 p. (Congrès de Metz, 2023)